# 印度遊鰾條鰍
印度遊鰾條鰍（學名：Physoschistura tuivaiensis），為輻鰭魚綱鯉形目條鰍科遊鰾條鰍屬的其中一種。分布於亞洲印度曼尼普爾邦圖瓦伊河流域，體長可達4.6公分，棲息在河川底層水域，生活習性不明。

## 扩展阅读
維基物種上的相關：印度遊鰾條鰍